# 다나카 미사토
다나카 미사토(Misato Tanaka, 1977년 2월 9일 ~ )는 일본의 배우, 일본의 성우이다.
가나자와시에서 태어났다.

## 방송
- 주재형사 2
- 이케나미 쇼타로 시대극 빛과 그림자
- 이시카와 고에몬
- 다마시에 우타마로 4
- 우리집 아버지는 짬뽕맨

## 영화
- 내일에 거는 다리 1989년의 추억 (2018년)
- 벚꽃폭풍의 검사 ~에도 막부 말기를 살았던 여검사 나카자와 코토~ (2017년)
- 이시카와 고에몬 (2016년)
- 사다코 대 카야코 (2016년) - 아야코 역
- 해바라기의 언덕 1983년 여름 (2015년)
- 우리집 아버지는 짬뽕맨 (2013년)
- 콰르텟트! (2011년)
- 군청: 사랑이 물든 바다색 (2009년) - 료코의 어머니, 유키코 역
- 루팡 3세: 스윗 로스트 나잇 - 마법 램프의 악몽 예감 (2008년)
- 탐정 사무소 5 (2005년) - 무라야마 리사코 역
- 세상의 중심에서 사랑을 외치다 (2004년)
- 고질라 - 고질라 X 메카고질라 (2002년)
- 미스즈 (2001년) - 미스즈 역
- 고질라 25 - 고지라 X 메가기라스 G 소멸 작전 (2000년)
- 검은 집 (1999년)
- 아구리 (1997년)